# Hischām ibn al-Hakam
Abū Muhammad Hischām ibn al-Hakam (arabisch أبو محمد هشام بن الحكم, DMG Abū Muḥammad Hišām ibn al-Ḥakam gest. 795 oder später in Kufa) war einer der wichtigsten Kalām-Gelehrten während der Herrschaft der beiden abbasidischen Kalifen al-Mahdī (reg. 775-785) und Hārūn ar-Raschīd (reg. 786-809). Nachdem er sich in seiner Jugendzeit dem sechsten Imam Dschaʿfar as-Sādiq (gest. 765) angeschlossen hatte, gehörte er zu den bedeutendsten Vertretern der imamitischen Schia. Als Kalām-Gelehrter führte er religiöse Streitgespräche mit Gelehrten anderer islamischer Glaubensrichtungen (Ibaditen, Muʿtazila, Zaiditen) sowie auch mit Vertretern nicht-islamischer Religionen. Viele dieser Gespräche fanden im Kreise des barmakidischen Wesirs Yahyā ibn Chālid statt. Später wandte sich aber der Wesir gegen Hischām und diskreditierte ihn wegen seiner politischen Ansichten beim Kalifen, so dass Hischām untertauchen musste.
Hischām ibn al-Hakam hat zahlreiche Werke verfasst, von denen jedoch keines erhalten ist. Einer der auffälligsten Züge an seiner Lehre war sein Korporealismus (taǧsīm). Er meinte, dass es in der Welt nur Körper gebe und auch Gott ein Körper sei. Auf politischer Ebene arbeitete er eine Imamatstheorie aus, die zur Grundlage der imamitischen Lehre wurde. Hierzu gehörten die Vorstellung von der Unfehlbarkeit der Imame sowie das Prinzip ihrer Festlegung durch Designation (naṣṣ). Über die Prophetengefährten lehrte er, dass sie mit wenigen Ausnahmen vom Glauben abgefallen sein, weil sie das Imamat von ʿAlī ibn Abī Tālib nicht anerkannt hatten. Deshalb betrachteten ihn Sunniten als extremistischen Rāfiditen und Feind des Islams. Auch innerhalb der imamitischen Schia war Hischām nicht unumstritten. Einige Imamiten warfen ihm vor, mit seinen Streitgesprächen die Verhaftung des siebten Imams Mūsā al-Kāzim (gest. 799) verschuldet zu haben. Die von ihm überlieferten Lehren hielt man zum Teil für falsche Anschuldigungen.

## Leben

### Herkunft und persönliche Lebensverhältnisse
Hischām war ein Klient der Banū Schaibān oder der Kinda aus Kufa. Er wurde in Wāsit geboren und wuchs dort auch auf. Später zog er nach Bagdad. Dort unterhielt er in dem Stadtbezirk al-Karch einen Handel. Sein Haus stand neben dem Waddāh-Palast in der Straße, die zum Teich der Banū Zarzar führte, wo Kuriositäten und Ḫalanǧ-Bäume verkauft wurden. Hischām war als Tuchhändler (baiyāʿ al-karābīs)  tätig und verkaufte auch Kleidung. Seinen Laden teilte er sich mit dem ibaditischen Kalām-Gelehrten ʿAbdallāh ibn Yazīd. Trotz beträchtlicher Unterschiede in den Lehrauffassungen hielten die beiden ihre Geschäftspartnerschaft ihr ganzes Leben lang aufrecht. Als ʿAbdallāh ibn Yazīd allerdings um die Hand seiner Tochter Fātima anhielt, verwies ihn Hischām darauf, dass sie eine Gläubige sei, woraufhin ʿAbdallāh ibn Yazīd ihn nie mehr darauf ansprach.

### Religiöser Werdegang
Nach der imamitischen Überlieferung war Hischām Dschahmit, d. h. ein Anhänger von Dschahm ibn Safwān (gest. 746), bevor er sich dem schiitischen Imam Dschaʿfar as-Sādiq anschloss. Sein Übertritt zur Schia muss schon sehr früh erfolgt sein, denn ein anderer Bericht spricht davon, dass er „zur Zeit, als der Bart auf seinen Wangen zu sprießen begann“ (auwal mā ḫtaṭṭa ʿāriḍāhu), in Minā einer Versammlung schiitischer Scheiche unter Vorsitz des Imams beiwohnte. Nach seiner Konversion zur Schia hatte er öfter Umgang mit dem Daisaniten Abū Schākir ad-Daisānī und hielt mit ihm Disputationen ab. Die Daisānīya war eine gnostische Sekte, die auf Bardesanes zurückgeht und dem christlichen Spektrum zugerechnet wird. Ein weiterer Theologe, mit dem Hischām schon in frühen Jahren disputierte, war der muʿtazilitische Theologe ʿAmr ibn ʿUbaid (gest. 761). Hischām soll ihn in ein Streitgespräch über das Imamat verwickelt und ihn dabei besiegt haben.
Nach dem Tode von Dschaʿfar as-Sādiq im Jahre 765 gehörte Hischām zu einer Gruppe von Gelehrten, die im Gegensatz zu anderen Schiiten sofort dessen Sohn Mūsā al-Kāzim als Nachfolger anerkannten. Der Imam soll ihm einmal 15.000 Dirham anvertraut haben, damit er damit Gewinne erwirtschaftete.

### Kalām-Aktivitäten unter al-Mahdī und Hārūn ar-Raschīd
Während des Kalifats von al-Mahdī (775-785) ließ Mūsā ihm durch einen Boten übermitteln, er möge alle theologischen Streitgespräche unterlassen. Hintergrund war, dass al-Mahdī zu dieser Zeit die schiitischen Sekten (firaq) verfolgen ließ. Ob sich Hischām an dieses Schweigeverbot gehalten hat, ist allerdings nicht klar. Während es in einen Überlieferung heißt, dass er sich bis zum Tod al-Mahdīs jeglicher Streitgespräche enthalten habe, wird in einer anderen Überlieferung mitgeteilt, dass ihn der Imam mehrfach ermahnen ließ und ihm schließlich Vorwürfe machte, weil er mit seiner fortwährenden Kalām-Aktivität sein eigenes Leben in Gefahr bringe.
Nach dem Herrschaftsantritt von Hārūn ar-Raschīd im Jahre 786 gehörte Hischām zu dem Kreis von Kalām-Gelehrten, die der barmakidische Wesir Yahyā ibn Chālid sonntags zu religiösen Disputationen in sein Haus einlud. Al-Masʿūdī berichtet von einer Diskussion über die Liebe (ʿišq) in diesem Kreis, an der neben Hischām zwölf weitere Gelehrte verschiedener religiöser Richtungen teilnahmen. Darunter waren die beiden muʿtazilitischen Theologen an-Nazzām und Bischr ibn al-Muʿtamir sowie  auch zwei Schüler Hischāms, nämlich ʿAlī ibn Mansūr und Chalīl as-Sakkāk. Nach Ibn an-Nadīm hatte Hischām bei diesen Disputationssitzungen sogar den Vorsitz inne. Nach einem Bericht, der bei asch-Schaich al-Mufīd überliefert ist, war bei einem religiösen Streitgespräch, das Hischām mit seinem ibaditischen Kompagnon ʿAbdallāh ibn Yazīd führte, auch der Kalif Harūn ar-Raschīd zugegen.
Die meisten Disputationsgegner Hischāms waren Muʿtaziliten. So führte er mit Abū l-Hudhail Diskussionen über die vergleichende Beschreibung Gottes (tašbīh), die Abhängigkeit des göttlichen Wissens (taʿalluq ʿilm al-bārī) und die Attribute Gottes. Besonders heftige Streitgespräche lieferte er sich mit dem Muʿtaziliten Abū Bakr al-Asamm (gest. 816). Al-Asamm verfasste später ein eigenes Buch zur Widerlegung von Hischāms Lehren über die Gestalt Gottes.

### Die Intrige des Yahyā ibn Chālid
Um die Mitte der 790er Jahre verschlechterte sich allerdings das Verhältnis zu dem barmakidischen Wesir. Nach einem Bericht, der auf den imamitischen Rechtsgelehrten Yūnus ibn ʿAbd ar-Rahman (gest. 823) zurückgeht, lag dies daran, dass Yahyā ibn Chālid an verunglimpfenden Reden Hischāms über die Philosophie Anstoß nahm. Von größerer Bedeutung war allerdings, dass Yahyā ibn Chālid in einem rivalitären Verhältnis zu dem Imamiten Dschaʿfar ibn Muhammad stand, der durch militärische Leistungen die Gunst des Kalifen erlangt und die Erziehung des abbasiden Prinzen al-Amīn übernommen hatte. Da Yahyā ibn Chālid für den Fall der Herrschaftsübernahme durch al-Amīn eine Entmachtung der Barmakiden durch Dschaʿfar fürchtete, strebte er danach, die geheimen finanziellen Netzwerke der Imamiten aufzudecken und sie insgesamt beim Kalifen zu verunglimpfen.
Dies wirkte sich auch auf das Verhältnis zu Hischām ibn al-Hakam aus. Nach der imamitischen Überlieferung versuchte der Wesir, Hischām vor dem Kalifen Hārūn ar-Raschīd bloßzustellen, indem er ihn in dessen Anwesenheit aufforderte, sein Urteil über einen Streit abzugeben, den ʿAlī ibn Abī Tālib und al-ʿAbbās ibn ʿAbd al-Muttalib einst vor dem ersten Kalifen Abū Bakr um das Erbe des Propheten ausgetragen hatten. Yahyās Aufforderung zielte darauf ab, Hischām dazu zwingen, vor dem Kalifen seine schiitische Gesinnung zu offenbaren und al-ʿAbbās, den Stammvater der Abbasiden, ins Unrecht zu setzen. Hischām, der seinen eigenen Glauben nicht verleugnen wollte, konnte seinen Kopf in dieser Situation dadurch aus der Schlinge ziehen, dass er beiden Streitenden Recht gab und sie zu den im Koran (Sure 38:21-24) erwähnten zwei streitenden Engeln in Beziehung setzte. So wie diese eigentlich nur deswegen zu David gekommen seien, um ihn zu prüfen, so habe auch der Streit zwischen ʿAlī und al-ʿAbbas lediglich die Funktion gehabt, Abū Bakr zu prüfen, während die beiden in Wirklichkeit gar keinen Streit hatten. Der Kalif soll von der Antwort Hischāms sehr angetan gewesen sein.
Nach einem Bericht, der auf Yūnus ibn ʿAbd ar-Rahman zurückgeht, suchte der Wesir Yahyā ibn Chālid nun nach einer anderen Möglichkeit, Hischām zu überführen, und wies den Kalifen darauf hin, dass Hischām nicht ihn, sondern eine andere Person als von Gott eingesetzten Imam betrachtete und diesem auch gehorchen würde, wenn zu einem Aufstand aufrufe. Der Kalif forderte daraufhin Yahyā ibn Chālid auf, eine Disputationssitzung mit den Kalām-Gelehrten einzuberufen, damit er diesen bei ihren Reden heimlich hinter einem Vorhang zuhören könnte. Hierauf berief Yahyā ibn Chālid eine Sitzung ein, zu der der Muʿtazilit Dirār ibn ʿAmr, der Zaidit Sulaimān ibn Dscharīr, der Ibadit ʿAbdallāh ibn Yazīd, der zoroastrische Mobed und der jüdische Exilarch erschienen. Hischām wohnte der Sitzung aufgrund einer Krankheit anfangs nicht bei, wurde aber nach einem von Yahyā inszenierten Streit von diesem herbeigerufen, um zwischen den Streitenden als Schiedsrichter zu fungieren. Nachdem Hischām den Streit geschlichtet hatte, stellten ihm der Wesir und Sulaimān ibn Dscharīr verfängliche Fragen über das Imamat. Da Hischām in seiner Antwort bestätigte, dass er sich dem alidischen Imam zu unbedingtem Gehorsam verpflichtet sah, betrachtete das der Kalif als ausreichenden Beweis für seine Illoyalität. Nachdem Hischām bereits die Versammlung verlassen hatte, befahl er dem Wesir, ihn und seine Gefährten verhaften zu lassen. Hischām floh aber über al-Madā'in nach Kufa, wo er einige Zeit später im Haus von Ibn Scharaf an seiner Krankheit starb.
Unklar ist das Verhältnis dieses Vorfalls zu der Verhaftung des Imams Mūsā al-Kāzim im Jahre 795. Während in einem Bericht hervorgehoben wird, dass Hischāms Ausführungen einer der Gründe für die Verhaftung des Imams gewesen seien, wird in anderen versichert, dass man den Imam bereits vor dem durch den Kalifen belauschten Streitgespräch verhaftet habe.

### Todesdatum
Die Daten, die für Hischāms Tod genannt werden, schwanken stark. Während al-Kaschschī das Jahr 179 (= 795 n. Chr.) als Todesdatum nennt, gibt Ibn an-Nadīm an, er sei kurz nach dem Sturz der Barmakiden (803) gestorben, nach einigen sogar erst während des Kalifats von al-Ma'mūn (813-833). Für einen Tod nach 799 spricht, dass al-Aschʿarī ihn als einen Qatʿī bezeichnet. Die Qatʿīya waren diejenigen Imamiten, die nach dem Tod des siebten Imams Mūsā al-Kāzim im Jahre 799 die Übertragung des Imamats auf dessen Sohn ʿAlī ar-Ridā mit Bestimmtheit behaupteten. Auch die  bei ʿAbd al-Dschabbār ibn Ahmad überlieferte Angabe, dass an-Nazzām auf dem Weg zum Haddsch in Kufa Halt gemacht und mit Hischām Kalām-Diskussionen hatte, deutet darauf hin, dass er noch länger in Kufa gelebt hat.

## Werke
Ibn an-Nadīm führt in seinem Fihrist für Hischām eine Liste von 26 Schriften auf, Drei weitere Titel werden in dem schiitischen Ridschāl-Werk von an-Nadschāschī (gest. 1058) aufgeführt. Keines dieser Werke hat sich jedoch eigenständig erhalten; es sind lediglich Zitate in Werken späterer Autoren überliefert.
In der Forschung wurden bisher vor allem das Kitāb Iḫtilāf al-nās fī l-imāma („Buch über den Meinungsunterschied der Menschen hinsichtlich des Imamats“) und das Kitāb al-Mīzān („Buch des Richtmaßes“) diskutiert. Wilferd Madelung stellte die Vermutung an, dass das Kitāb Iḫtilāf al-nās fī l-imāma die gemeinsame Quelle für die Darstellung zu den frühen schiitischen Sekten in dem Kitāb Firaq aš-Šīʿa („Buch über die Sekten der Schia“) von al-Hasan ibn Mūsā an-Naubachtī (gest. 921) und bei Saʿd ibn ʿAbdallāh al-Aschʿarī al-Qummī darstellt. An-Naubachtī soll dieses Werk als Grundlage für seine Darstellung für die Zeit von den Anfängen des Islams bis zu den Imamen Dschaʿfar as-Sādiq und Mūsā al-Kāzim verwendet haben. Eines seiner Argumente ist hierbei, dass Naubachtī in diesem ersten Teil nicht nur die Sekten der Schia behandelt, sondern „den Dissens der islamischen Gesamtgemeinde in der Imamatsfrage“.
Madelungs Theorie wurde jedoch von Hossein Modarressi in Zweifel gezogen. Er ist davon überzeugt, dass das Kitāb Iḫtilāf al-nās fī l-imāma mit der Version des Berichts über Hischāms letzte Disputation im Hause des Wesirs Yahyā ibn Chālid identisch ist, den Ibn Bābawaih in seinem Werk Kamāl ad-dīn wa-tamām an-niʿma bietet. Die Darstellung dieser Disputation beginnt mit der Aufforderung des Wesirs an Hischām und seinen ibaditischen Geschäftspartner, „über Eure Meinungsunterschiede beim Imamat“ (fī-mā ḫtalaftum fīhi min al-imāma) zu disputieren. Hieraufhin breitet Hischām ibn al-Hakam vor den versammelten Kalām-Gelehrten und in Anwesenheit des Kalifen die gesamte imamitische Imamatslehre aus. Modarressi vermutet, dass von der Wortwahl des Wesirs bei seiner Aufforderung auch der Titel des Werks abgeleitet ist. Die Ausführungen Hischāms bei Ibn Bābawaih weisen keinerlei inhaltlichen Überschneidungen mit den Texten von an-Naubachtī und al-Qummī auf. Deshalb hält es Modarressi für wahrscheinlicher, dass das Kitāb al-Mīzān, das die Lehrunterschiede zwischen den verschiedenen schiitischen Gruppen in der Zeit Hischāms behandelte, oder ein sunnitisches Werk die gemeinsame Quelle von an-Naubachtī und al-Qummī war.
Daneben hat Hischām ein „Buch über die Vorsehung“, ein „Buch über die Gründe der religiösen Verbote und Pflichten“ (Kitāb ʿIlal at-taḥrīm wa-l-farāʾiḍ) sowie verschiedene Widerlegungen abgefasst, so gegen die imamitischen Kalām-Gelehrten Hischām al-Dschawālīqī und Schaitān at-Tāq, gegen die Muʿtazila, die Dualisten (aṣḥāb al-iṯnain) und gegen Aristoteles. Seine Widerlegung des Aristoteles betrifft den Tauhīd.

## Lehre
Hischāms Diskussionen mit anderen Theologen und Häretikern werden sehr häufig sowohl in sunnitischen, als auch in muʿtazilitischen und schiitischen Werken zitiert. Hieraus lässt sich seine Lehre annäherungsweise rekonstruieren.

### Ontologie und Physik
Zu den auffälligsten Lehrpunkten Hischāms im Bereich der Ontologie gehörte sein Korporealismus (taǧsīm). Al-Masʿūdī bezeichnete ihn sogar als „das Oberhaupt der Korporealisten“ (šaiḫ al-muǧassima). Hischām war der Ansicht, dass es in der Welt nur Körper gebe. Luft war nach seiner Auffassung ein feiner Körper. Selbst Geschmack, Geruch, Wärme und die Farben betrachtete er als Körper.
Bewegungen und Handlungen wie das Stehen, Sitzen, Wollen und Nichtwollen, Gehorsam und Widersetzlichkeit hielt Hischām für Attribute der Körper, die weder mit ihnen identisch noch etwas anderes als sie sind. Als der Muʿtazilit Abū l-Hudhail Hischām fragte, woher er nehme, dass das Attribut nicht mit der damit beschriebenen Sache identisch sei, aber auch nicht davon verschieden, antwortete er: „Weil meine Handlung weder mit mir identisch noch etwas anderes als ich sein kann, denn ich billige nur den in sich selbst bestehenden Körpern und Substanzen Verschiedenheit zu. Da aber meine Handlung nicht durch sich selbst besteht, aber auch nicht mit mir identisch sein kann, muss gelten, dass sie weder mit mir identisch noch etwas anderes als ich ist.“
Ein weiterer wichtiger Lehrpunkt war seine Ablehnung des Atomismus. Hischām glaubte, dass Körper unendlich teilbar seien.  Außerdem vertrat er die Auffassung von der Penetration (mudāḫala), d. h. zwei Körper können sich nach seiner Auffassung gegenseitig durchdringen und somit am selben Ort befinden. Außerdem meinte er, dass ein Körper nach Art eines Sprungs (ṭafra) von einem Ort zu einem anderen wechseln könne, ohne alle dazwischen liegenden Raumeinheiten zu durchqueren. Diese Lehren wurden später von dem muʿtazilitischen Kalām-Gelehrten an-Nazzām übernommen.
Hischām hielt die Erde für eine Kugel, die durch einen in ihr befindlichen Körper aus Luft oder Feuer in der Schwebe gehalten wird. Dieser Körper ist selbst auf nichts angewiesen, das ihn von unten her stützt, weil er nicht zu fallenden Körpern gehört, sondern zu denen, die aufwärts streben. Erdbeben erklärte er damit, dass die Erde aus verschiedenen Elementen zusammengesetzt ist, die miteinander verbunden sind. Wenn nun ein Element stärker werde und das anderes schwächer, dann komme es zum Erdbeben. Wenn dann das betreffende Element noch schwächer werde, komme es zu einer Absenkung (ḫaṣf).

### Gotteslehre

#### Gott als Körper
Auch von Gott meinte Hischām, dass er ein Körper sei. Hinsichtlich der Ähnlichkeit Gottes mit anderen Körpern werden von ihm unterschiedliche Auffassungen überliefert. Abū l-Hasan al-Aschʿarī teilt mit, dass die Körperlichkeit Gottes für Hischām vor allem bedeutete, dass er existent (mauǧūd) ist. Körper, Existierendes und Ding waren nämlich für Hischām austauschbare Begriffe. Eine Überlieferung besagt, dass nach seiner Lehre Gottes Körper den sichtbaren Körpern nicht ähnlich sei. Ibn ar-Rāwandī hingegen erwähnte, dass Hischām unter einem bestimmten Gesichtspunkt Ähnlichkeit für notwendig hielt, weil sonst die sichtbaren Körper nicht auf ihn hinweisen würden.
In anderen Berichten über Hischāms Lehre erscheint die Körperlichkeit Gottes dagegen sehr konkret. So teilt al-Aschʿarī mit, dass Hischām Gott als einen begrenzten, dreidimensionalen Körper (ǧism) aus strahlendem Licht definierte. Er befinde sich an einem festen Ort, gleiche einem Metallbarren und glänze von allen Seiten wie eine runde Perle. Farbe, Geschmack, Geruch und das, was man fühlt, wenn man ihn betatstet, fallen bei ihm zusammen. Dem Muʿtaziliten Abū l-Hudhail gegenüber soll Hischām geäußert haben, dass dieser Körper komme und gehe, sich zuweilen bewege und zuweilen ruhe, das eine Mal sitze und das andere Mal stehe. Nach seiner Auffassung befand sich Gott allerdings anfangs an keinem Ort. Erst nachdem er durch seine Bewegung den Raum erschaffen hatte, erhielt er einen Platz, nämlich den Thron. Auf Abū l-Hudhails Frage nach der Größe dieses Körpers antwortete er ihm, dass er kleiner als der Abū Qubais, der Hausberg von Mekka, sei. Bei al-Maqdisī (10. Jahrhundert) findet sich die zusätzliche Angabe, dass Hischām Gott als einen massiven Körper definierte, der weder hohl noch porös sei. Für die Beschreibung Gottes als Licht soll sich Hischām auf Sure 24:35 berufen haben: „Gott ist das Licht von Himmel und Erde. Sein Licht ist einer Nische gleich, in welcher eine Leuchte steht.“
Möglicherweise vertrat Hischām hinsichtlich der genauen Beschaffenheit Gottes auch wechselnde Auffassungen. Wie Abū l-Hasan al-Aschʿarī berichtet, soll er in einem einzigen Jahr fünf verschiedene Meinungen dazu geäußert haben: Das eine Mal behauptete er, dass Gott wie ein Kristall (billaura) sei, das andere Mal meinte er, dass er wie ein Metallbarren sei, ein weiteres Mal vertrat er die Auffassung, er habe überhaupt keine Gestalt, beim vierten Mal sagte er, seine Länge entspreche sieben Spannen seiner Hand, schließlich wandte er sich von all diesen Auffassungen ab und lehrte, dass er ein Körper sei, aber ungleich anderen Körpern (ǧism lā ka-l-aǧsām). Daraus, dass Hischām zeitweise die Auffassung vertrat, dass Gott die Länge von sieben Spannen seiner eigenen Hand habe, schloss ʿAbd al-Qāhir al-Baghdādī, dass er ihm eine menschenförmige Gestalt zusprach, weil jeder Mensch ungefähr so lang sei, wie sieben Spannen seiner Hand. Die Lehre anderer zeitgenössischer imamitischer Theologen wie al-Dschawālīqī und Mu'min at-Tāq, wonach Gott eine Gestalt wie der Mensch hat, wies Hischām allerdings zurück.

#### Die Attribute Gottes
Im Gegensatz zu den Muʿtaziliten meinte Hischām, dass Gott die Dinge nicht von vornherein wisse, sondern erst, wenn sie geschehen. Er begründete das damit, dass ein uranfängliches Wissen Gottes über diese Dinge einschließen müsste, dass sie auch schon Anfang an existierten. Einen Wissenden könne es nämlich nur dann geben, wenn ein zugehöriges Gewusstes existierte. Die Möglichkeit, dass sich das Wissen auf etwas Nicht-Existierendes bezieht, schloss er kategorisch aus. Aus dem Koran begründete er diese Ansicht mit der Aussage in Sure 10:14 „Dann machten wir euch nach ihnen zu Nachfolgern auf der Erde, um zu sehen, wie ihr handelt.“
Das Wissen ist seiner Auffassung nach ein deskriptives Attribut (ṣifa) Gottes, das weder mit ihm identisch, noch Bestandteil von ihm oder etwas anderes als er ist. Man könne über dieses Wissen nicht behaupten, dass es anfangsewig (qadīm) oder in der Zeit erschaffen (muḥdaṯ) sei, weil es als Attribut kein weiteres Attribut annehmen könne. Die gleiche Auffassung vertrat er über Gottes Macht, seine Seh- und Hörfähigkeit, sein Leben und seinen Willen. Auf diese Weise ging er auch dem von den Muʿtaziliten aufgeworfenen Problem der Vielheit von Gottes Akzidentien, die seine Einheit bedrohten, aus dem Weg.
In dem Disput über die Erschaffenheit des Korans nahm Hischām eine neutrale Position ein. Seiner Auffassung nach, die mit derjenigen von Dschaʿfar as-Sādiq übereinstimmte, war der Koran weder erschaffend, noch erschaffen oder unerschaffen, sondern ein Attribut Gottes, das kein weiteres Attribut annehmen kann. Die Rede Gottes verglich er mit einer Laute, auf der gespielt wird. Hischām vertrat auch die spezifisch imamitische Lehre der Möglichkeit einer Veränderung von Gottes Entscheidungen (badāʾ).
Hischām stellte sich das Wissen Gottes in sehr materieller Form vor. Nach einem Bericht, der auf al-Dschāhiz zurückgeht, meinte er, dass Gott sein Wissen durch Strahlen habe, die von ihm ausgehen, die einzelnen Wissensobjekte berühren und auch den Erdboden durchdringen können. Diese Vorstellung beruht auf einer antiken Theorie der optischen Wahrnehmung, die als „Fühlfaden-Theorie“ bezeichnet wird. Demnach erfolgt die optische Wahrnehmung durch Sehstrahlen, die vom Auge ausgehen, den Raum abtasten und dann mit den erhaltenen Informationen zum Auge zurückkehren.

### Der Mensch und sein Handeln
Der Mensch besteht nach Hischāms Lehre aus zwei Dingen: dem leblosen Leib (badan) und dem handelnden Geist (rūḥ), der mit Sinnesempfindungen ausgestattet ist, Begriffsfähigkeit besitzt und ein „Licht von den Lichtern“ (nūr min al-anwār) ist. Max Horten vermutete, dass diese Vorstellung auf dualistische Ideen des alten Irans zurückgeht. Otto Pretzl dagegen nahm an, dass Hischām diese Idee von den Bardesaniten entlehnt hat, die das Licht als Träger des Lebens, die Finsternis dagegen als tot und unwissend betrachteten.
Ibn Qutaiba sagte Hischām ibn al-Hakam nach, er habe einen strikten Determinismus (iǧbār šadīd) vertreten, der sogar über das hinausgegangen sei, was die Sunniten (al-qāʾilūn bi-s-sunna) lehrten. Dem stehen allerdings andere Berichte gegenüber, wonach er die Freiheit des menschlichen Handelns betonte. So lehrte er, dass Gott deshalb kein Vorauswissen über die Handlungen der Menschen haben könne, weil sonst keine wirkliche Prüfung (iḫtibār) stattfände, bzw. sie keine freie Wahl (iḫtiyār) bei ihrem Handeln hätten. Die Tatsache, dass Gott im Koran Mose und Aaron auffordert, zu Pharao zu gehen und sanft zu ihm zu sprechen, weil er sich vielleicht ermahnen lasse (Sure 20:43f.), sieht er als Beleg dafür an, dass Gott dem Menschen bei seinem Handeln freie Wahl lässt.
Menschliche Handlungen haben nach Hischām zwei Aspekte. Sie sind sowohl Ergebnis freier Entscheidung als auch einer Notwendigkeit. Eine freie Entscheidung sind sie insofern, als der Mensch sie will und „erwirbt“, eine Notwendigkeit insofern, als sie nur von ihm ausgehen können, wenn die antreibende Ursache entsteht. Als Ursache betrachtete er das die Handlung auslösende Moment, das Gott auftreten lässt.

### Imame und Propheten
Hischām lehrte, dass das Imamat eine textliche Festsetzung (naṣṣ) Gottes und seines Gesandten Mohammed für ʿAlī ibn Abī Tālib und seine reinen Nachkommen wie al-Hasan und al-Husain sei. Dem Muʿtaziliten ʿAmr ibn al-ʿUbaid gegenüber erklärte er, dass der Imam gegenüber den Menschen die gleiche Stellung habe, wie das Herz (qalb) gegenüber den Sinnesorganen: so wie die Sinnesorgane vom Herzen abhingen, so hingen auch die Menschen vom Imam ab. Ganz gleich ob der Imam gegenwärtig oder verborgen sei, der Mensch müsse so lange daran glauben, dass er am Leben ist, bis er eine Nachricht von seinem Tode erhält.
Nach ʿAlīs Tod wird das Imamat unter den Nachkommen von ihm und Fātima bint Muhammad bis zum Tag der Auferstehung weitervererbt. Jeder Imam setzt dabei seinen Nachfolger durch ausdrückliche Designation (naṣṣ) ein. Wer immer dem Imam gehorcht, ist ein wahrer Gläubiger, wer sich ihm widersetzt oder ihn ablehnt, ist ein Kāfir. Um den Glauben und die Gemeinschaft der Gläubigen zu bewahren, dürfen oder müssen der Imam und seine Anhänger im Bedarfsfall hinsichtlich ihrer religiösen Überzeugungen Taqīya üben. So hatte ʿAlī selbst seinen Anspruch auf das Imamat aus Furcht vor den Prophetengefährten nie öffentlich bekundet, sondern geheim gehalten. Der Imam soll keinen Aufstand gegen die existierende unrechtmäßige Regierung durchführen, und Aufstände ohne Autorisierung sind verboten.
Der Imam ist nach Hischām in all seinen Handlungen und Worten unfehlbar, erhält aber im Unterschied zu den Propheten keine Offenbarung (waḥy). Umgekehrt meinte er, dass die Propheten im Gegensatz zu den Imamen Sünden begehen konnten. Dies entnahm er unter anderem der an Mohammed gerichteten Aussage „auf dass dir Gott deine frühere und spätere Schuld vergebe“ in Sure 48:2. Der Unterschied zwischen Prophet und Imam besteht seiner Auffassung nach darin, dass der Prophet bei der Begehung einer Sünde durch die Offenbarung auf sein Fehlverhalten hingewiesen werde, während beim Imam diese Möglichkeit nicht bestehe, so dass er sündlos sein müsse. Hischām meinte, dass es bestimmte Wunderzeichen (aʿlām muʿǧiza) gebe, zu denen nur Propheten imstande seien. Dazu rechnete er allerdings nicht das Laufen auf dem Wasser, weil er meinte, dass das auch ein Nicht-Prophet vollbringen könnte.

### Die kollektive Apostasie der Prophetengefährten
Mohammed hatte nach Hischāms Auffassung noch zu Lebzeiten ʿAlī zu seinem Bevollmächtigten, zum Imam und „Stellvertreter Gottes in seiner Gemeinschaft“ (ḫalīfat Allāh fī ummati-hī) designiert, und zwar zum einen durch seine Worte am Ghadīr Chumm: „Jeder, dessen Herr ich bin, der hat auch ʿAlī zum Herrn“, zum anderen aber auch durch die folgenden Aussagen:
- „Du hast bei mir den Rang, den Aaron bei Mose hatte, nur kommt nach mir kein weiterer Prophet“,
- „Ich bin die Stadt des Wissens und ʿAlī ist ihr Tor“ und
- „Du kämpfst für die Deutung (taʾwīl) des Korans, so wie ich für seine Herabsendung (tanzīl) gekämpft habe.“[86]

ʿAlī war nach Hischāms Vorstellung der beste und wissendste Mensch in der Umma und unfehlbar. Mit wenigen Ausnahmen, nämlich Miqdād ibn al-Aswad al-Kindī, Salmān al-Fārisī, Abū Dharr al-Ghifārī und ʿAmmār ibn Yāsir, hatten sich aber die Muslime von ihm abgewandt und Abū Bakr als Kalifen akzeptiert. Damit waren sie seiner Auffassung nach vom Glauben abgefallen. Für besonders boshaft hielt Hischām den ersten Kalifen Abū Bakr. Nach seiner Darstellung hatte er Fātima bint Muhammad in den Bauch getreten und dadurch bei ihr Fehlgeburt verursacht, an der sie schließlich starb. Bei ʿAlīs Gegner Muʿāwiya ibn Abī Sufyān betonte Hischām, dass er bereits bei der Schlacht von Badr auf der falschen Seite gestanden hatte.
Aufgrund der von ihm angenommenen Kollektiv-Apostasie der Prophetengefährten hegte Hischām auch großen Zweifel an Koran und Sunna. So meinte er, dass der Koran, den Mohammed seiner Gemeinde hinterlassen hatte, entstellt, verändert und verfälscht worden sei. Man habe verschiedene Dinge ergänzt und andere weggelassen, so dass man darin Sicheres von Zweifelhaftem und Allgemeingültiges von speziell Gemeintem nicht mehr unterscheiden könne. Nach der Darstellung al-Malatīs war Hischām sogar der Ansicht, dass der wahre Koran abrogiert und in den Himmel emporgehoben worden sei, während man den Koran, den die Menschen in den Händen hielten, erst in der Zeit von ʿUthmān ibn ʿAffān abgefasst hatte. Da die meisten Prophetengefährten seiner Ansicht nach Ungläubige waren, sei auch die Sunna in ihrer Überlieferung ungültig.

## Rezeption

### Innerhalb der Schia
Nach Hischāms Tod wurde seine Lehre vor allem von seinen Schülern Yūnus ibn ʿAbd ar-Rahmān (gest. 823) und Muhammad ibn Chalīl as-Sakkāk sowie später al-Fadl ibn Schādhān (gest. 874) aus Nischapur verbreitet und verteidigt. Der schiitische Bibliograph Ibn an-Nadīm (gest. 995 od. 995) äußerte sich lobend über Hischām: Er habe zu den schiitischen Kalām-Gelehrten gehört, die „die Rede über das Imamat in Gang brachten und den Madhhab verfeinerten“ (man fataq al-kalām fī l-imāma wa-haḏḏab al-maḏhab).
Bei vielen Imamiten stieß Hischām aber auch auf Ablehnung. So warf man ihm vor, dass er durch sein Gerede den Imam Mūsā al-Kāzim ins Verderben gerissen habe. ʿAlī ibn Hadīd aus Madāʾin soll mit Zustimmung des neunten Imams Muhammad al-Dschawād (gest. 835) sogar gelehrt haben, dass man nicht hinter den Anhängern Hischāms beten dürfe. Der Imamit Saʿd ibn ʿAbdallāh al-Qummī (gest. 913/14) schrieb später ein Buch über die tadelnswerten Punkte (maṯālib) von Hischām und seinem Schüler Yūnus ibn ʿAbd ar-Rahmān. Sein Zeitgenosse ʿAlī ibn Ibrāhīm al-Qummī (gest. nach 914), der ein wichtiger Lehrer von al-Kulainī war, verteidigte dagegen Hischāms Lehre. Saʿd antwortete darauf mit einem Kitāb ar-Radd ʿalā ʿAlī ibn Hāšim fī maʿnā Hišām wa—Yūnus („Buch der Widerlegung von ʿAlī ibn Hāšim hinsichtlich von Hišām und Yūnus“).
Spätere Schiiten nahmen vor allem an der von Hischām überlieferten korporealistischen Gottesvorstellung Anstoß. Der muʿtazilitische Gelehrte Ibn Abī l-Hadīd schrieb im 13. Jahrhundert: „Die leidenschaftlichen Anhänger von Hischām ibn al-Hakam aus der Schia in dieser unserer Zeit behaupten, dass er keinen Korporealismus im eigentlichen Sinne vertreten habe, sondern nur gelehrt habe, dass Gott ein Körper, ungleich den sichtbaren Körpern, sei [...], auch wenn al-Hasan ibn Mūsā an-Naubachtī, einer der schiitischen Gelehrten, von ihm in seinem 'Buch der Lehren und Religionen' (Kitāb al-ārāʾ wa-d-diyānāt) den reinen Korporealismus (at-taǧsīm al-maḥḍ) überliefert hat.“
Aber auch die von Hischām überlieferten Lehren über Gottes Wissen hielt man nicht mehr mit der imamitischen Lehre vereinbar. So schrieb asch-Schaich al-Mufīd (gest. 1022): „Gott, der Erhabene, weiß über alles Bescheid, bevor es geschieht. Nichts geschieht, ohne dass er es schon vorher gewusst hat. [...] Das ist der Madhhab aller Imamiten. Was die Muʿtaziliten an Gegenteiligem über Hischām ibn al-Hakam erzählt haben, erkennen wir nicht an. Nach unserer Ansicht ist das eine falsche Anschuldigung gegen ihn von ihrer Seite und ein Fehler der Schiiten, die ihnen darin gefolgt sind und das von ihm berichtet haben.“
Andere Imamiten hielten Hischām wegen seiner Lehre über die Propheten für ungläubig.

### Außerhalb der Schia
Außerhalb der Schia warf man Hischām ibn al-Hakam vor, daisanitische Lehren in den Islam eingeführt zu haben. Der sunnitische Gelehrte Abū l-Husain al-Malatī (gest. 987) erzählte über Hischām, er sei zunächst ein materialistischer Mulhid (mulḥid dahrī) gewesen, dann zum Dualismus und Manichäismus übergegangen und schließlich nur unter Zwang zum Islam konvertiert. Dann habe er an der Zerstörung des Islams (hadm al-islām) gearbeitet und darin alle früheren Feinde des Islams übertroffen. Die Hischāmīya, die von Hischām ibn al-Hakam begründete Lehrrichtung, sah al-Malatī als eine der schlimmsten Häresien an. Er meinte, dass die Hischamiten die eigentlichen Rāfiditen seien, von denen der Prophet gesagt habe, „dass sie die Religion ablehnen“ (anna-hum yarfiḍūn ad-dīn). Ibn Qutaiba (gest. 889) betrachtete Hischām ibn al-Hakam als einen „extremistischen Rāfiditen“ (rāfiḍī ġālī).
Die Muʿtaziliten sahen in Hischām ibn al-Hakam vor allem einen Gegner der Gründer ihrer Lehrrichtung. Ibn ar-Rāwandī stellte die Vermutung auf, dass  al-Dschāhiz in seinen Werken nur deswegen so stark gegen die Rāfiditen polemisiert habe, weil er damit Rache für das nehmen wolle, was Hischām ibn al-Hakam seinen muʿtazilitischen Lehrern angetan hatte.